# Börde-Hakel
Börde-Hakel es un municipio situado en el distrito de Salzland, en el estado federado de Sajonia-Anhalt (Alemania). Su población, a finales de 2019, era de 3005 habitantes.